# Liste der Kulturdenkmale in Riesa

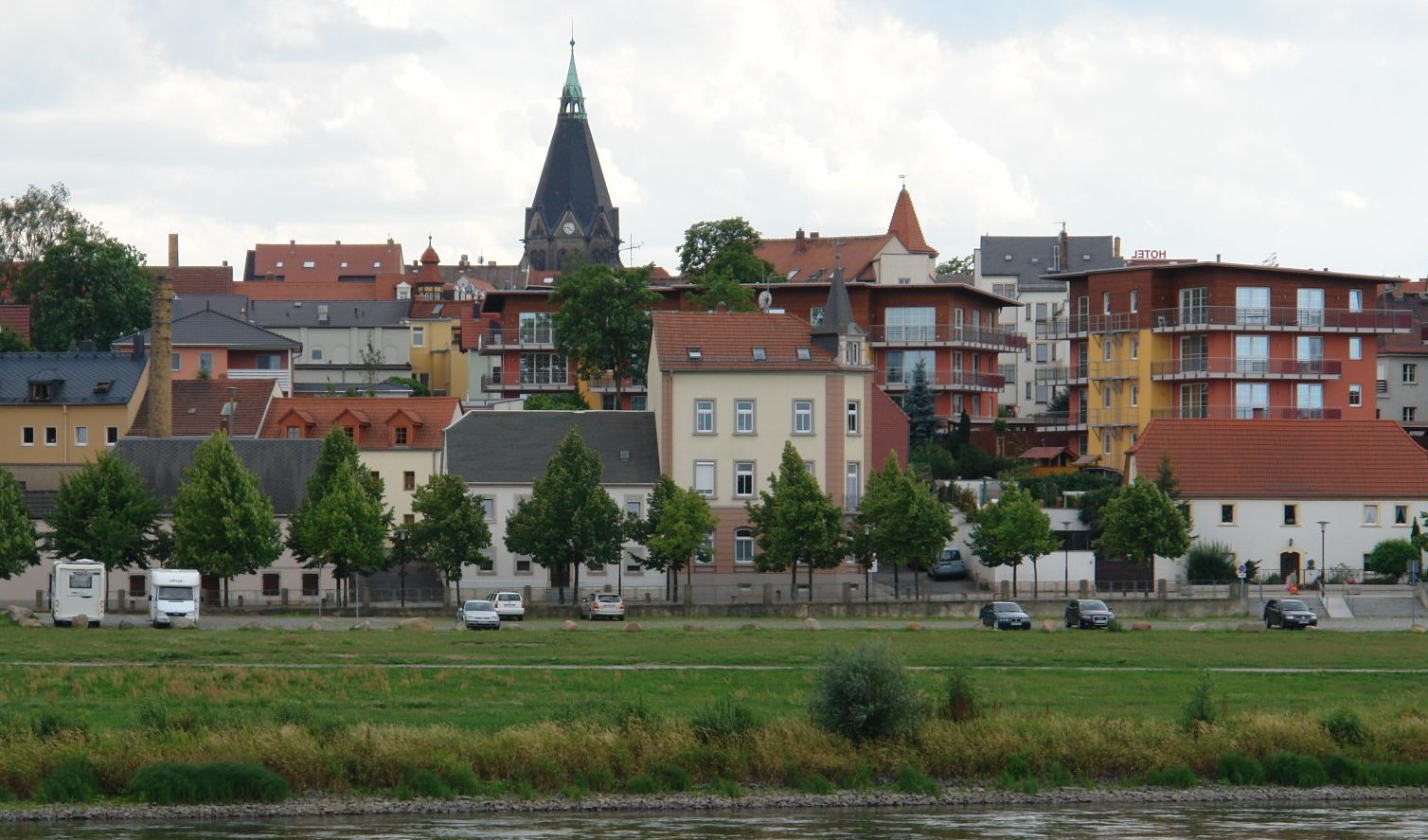
Blick über die Elbe auf Riesa, 2008

Die Liste der Kulturdenkmale in Riesa umfasst die Kulturdenkmale der sächsischen Stadt Riesa.
Diese Aufzählung ist eine Teilmenge der Liste der Kulturdenkmale im Landkreis Meißen.

## Aufteilung
Wegen der großen Anzahl von Kulturdenkmalen in Riesa werden die Kulturdenkmale in der Kernstadt nach Straßennamen aufgeteilt:
- Riesa (A–K) (inklusive Gröba)
- Riesa (L–Z) (inklusive Gröba)

Die Kulturdenkmale in den Ortsteilen werden in Teillisten aufgeführt:
- Böhlen
- Canitz
- Gostewitz
- Jahnishausen
- Leutewitz
- Mautitz
- Nickritz
- Oelsitz
- Pochra